# Kekarsawalgi, Afzalpur
Kekarsawalgi là một làng thuộc tehsil Afzalpur, huyện Gulbarga, bang Karnataka, Ấn Độ.